# شیخ‌چوپان
شیخ‌چوپان روستایی از توابع بخش مرکزی در شهرستان سقز است که در استان کردستان ایران قرار دارد.

## جمعیت
این روستا در دهستان تموغه واقع شده و براساس سرشماری سال ۱۳۸۵، جمعیت آن ۴۰۰ نفر (۶۲ خانوار) بوده‌است.